# Paratrichaptum accuratum
Paratrichaptum accuratum är en svampart som beskrevs av Corner 1987. Paratrichaptum accuratum ingår i släktet Paratrichaptum och familjen Schizoporaceae.   Inga underarter finns listade i Catalogue of Life.